# Жидово (Вармінсько-Мазурське воєводство)
Жидово (пол. Żydowo, нім. Siddau) — село в Польщі, у гміні Бартошиці Бартошицького повіту Вармінсько-Мазурського воєводства.
Населення — 117 осіб (2011).

## Демографія
Демографічна структура станом на 31 березня 2011 року:
|          | Загалом | Допрацездатний вік | Працездатний вік | Постпрацездатний вік |
| -------- | ------- | ------------------ | ---------------- | -------------------- |
| Чоловіки | 60      | 14                 | 41               | 5                    |
| Жінки    | 57      | 14                 | 33               | 10                   |
| Разом    | 117     | 28                 | 74               | 15                   |